# Giuseppe Zanardelli
Giuseppe Zanardelli  (Brescia, 26 octobre 1826 ou 29 octobre 1826 - Toscolano-Maderno, 26 décembre 1903), juriste, militant démocrate et homme d'État italien, président du Conseil italien du 15 février 1901 au 29 janvier 1903.

## Biographie
Militant démocrate, il participe aux soulèvements de 1848 en Lombardie . Après l'échec de la révolution, il s'exile en Toscane et en Suisse, avant de revenir en 1859 lors de la deuxième guerre d'indépendance italienne .
Il fut continuellement réélu à la Chambre des députés du royaume d'Italie de 1860 jusqu'à sa mort, militant parmi les rangs de la gauche historique, puis Union libérale qui resta au pouvoir, avec quelques brèves interruptions, jusqu'après la Première Guerre mondiale. Zanardelli a occupé divers postes ministériels dans de nombreux gouvernements.
Hostile audit "transformisme" de la Gauche consistant à pactiser avec la Droite, il a formé avec d'autres dirigeants démocratiques (Francesco Crispi , Giovanni Nicotera , Alfredo Baccarini et Benedetto Cairoli) une opposition démocratique au sein du courant libéral appelée pentarchie. Ministre de la Justice dans le gouvernement Crispi I, il a été l'auteur du nouveau code pénal, qui est resté en vigueur jusqu'en 1930 et qui a aboli la peine de mort, jusqu'alors peu pratiquée. S'éloignant de Crispi pour sa politique coloniale  africaine, il est devenu Président de la Chambre puis garde des Sceaux du gouvernement de Rudinì IV dont il démissiona après la répression des émeutes de Milan en 1898. Sa présidence du Conseil, qui dura de 1901 à 1903, avec Giovanni Giolitti aux affaires Intérieures, marqua le début et la préparation de l'ère Giolitti ultérieure.
Militant démocrate, il s'engage comme volontaire lors des soulèvements de 1848 en Lombardie et après la défaite de Novare contre les autrichiens, il prend part aux dix jours de Brescia en 1849 durant la campagne du Trentin. Il fut le meneur d'une action mémorable: avec quelques camarades le dernier jour des combats, il réussit à forcer un convoi de ravitaillement autrichien escorté par 180 soldats à battre en retraite. Mais ce fut le dernier éclat des partisans bresciens sur les troupes du général Haynau.
Après l'échec de ces soulèvements révolutionnaires, Zanardelli  s'exile en Toscane, où il termine ses études à l'Université de Pise en 1851. Cette année-là, l'amnistie impériale des condamnés politiques lui permet de retourner en Lombardie.. Toutefois, il est contraint de repasser des examens à l'université de Pavie pour valider son diplôme de droit obtenu à Pise.
En 1853, son père décède prématurément et en tant que fils aîné, Giuseppe Zanardelli doit veiller sur sa famille. Il donne des cours particuliers de droit, travaille comme secrétaire et rédige des essais sur l'économie politique à partir de 1857 publiés notamment dans le périodique Il Crepuscolo, le journal le plus populaire de l'époque.
Cela lui vaut d'étre surveillé de près par la police autrichienne. En 1859, à la veille de la seconde guerre d'indépendance, il finit par se voir interdire d'enseigner pour avoir refusé de rédiger des articles pro-autrichiens dans la presse italienne. Zanardelli est de nouveau contraint de quitter le pays et se réfugie à Lugano, en Suisse. Mais il rejoint vite Giuseppe Garibaldi, commandant des chasseurs alpins à Côme. Ce dernier le renvoie dans sa Brescia natale pour préparer l'insurrection qui ouvrira la voie à l'armée franco-piémontaise.
Après l'annexion de la Lombardie au royaume de Sardaigne, Giuseppe Zanardelli décida de se lancer en politique. Élu député en 1859, il occupe également divers postes administratifs, comme celui de maire de Nef.
Le 29 février 1860 il est reçu à Rome dans la loge maçonnique « Propaganda Massonica » du Grand Orient d'Italie.
En 1866, après la reconquête de la Vénétie, il est envoyé à Venise comme commissaire royal pour gérer la période de transition.
Zanardelli ne s'engage activement dans la politique qu'à partir de 1876 lorsque la gauche, dont il était l'un des principaux représentants, arriva au pouvoir après la chute du 2e gouvernement Minghetti, tombé en raison d'un projet de nationalisation des chemins de fer. Victor Emmanuel II avait alors confié la présidence du Conseil au leader libéral-démocrate, Agostino Depretis qui le nomme ministre des Travaux publics.
En 1878, il est nommé ministre de l'Intérieur dans le gouvernement dirigé par Cairoli, son indécision, ses échecs contre la criminalité, son recours à la répression provoquent le mécontentement et il est renvoyé par Cairoli dès décembre 1878.
Il revient au pouvoir comme ministre de la Justice dans le second gouvernement Depretis de 1881, et réussit à compléter le Code commercial. Abandonné par Depretis en 1883, il se maintient dans l'opposition parlementaire jusqu'en 1887, où il rejoint de nouveau Depretis comme ministre de la Justice et il le reste durant le gouvernement Crispi qui suivit, et ce jusqu'au 31 janvier 1891. Durant cette période il promulgue le Code pénal italien (1889) (it) et commence la réforme de la magistrature.
Après la chute du gouvernement Giolitti en 1893, Zanardelli fait une vigoureuse mais vaine tentative de former un Cabinet. Élu président de la Chambre des députés en 1894 et 1896, il exerce ce poste jusqu'en décembre 1897, date à laquelle il accepte le poste de ministre de la Justice dans le gouvernement Rudini, pour démissionner rapidement après l'apparition de dissensions avec son collègue des Affaires étrangères Visconti-Venosta, à propos des mesures nécessaires pour prévenir la résurgence des tumultes de mai 1898.
Retournant à la présidence de la Chambre, il abandonne de nouveau ce poste pour s'associer à la campagne d'obstruction contre le projet de loi de sécurité publique (1899-1900), et il est récompensé par la formation d'un Cabinet soutenu par l'extrême gauche à la chute du gouvernement Saracco en février 1901. Mais il se révèle incapable de mener ce dernier mandat d'autant plus que son état de santé se détériore. Son projet de loi sur le divorce, bien que voté par la Chambre, doit être retiré devant l'hostilité de l'opinion publique. Tirant les conséquences il démissionne le 3 novembre 1903 et se retire de la scène politique, sa maladie étant entrée en phase terminale.
Il meurt un peu plus d'un mois plus tard, le 26 décembre 1903, à Toscolano Maderno, à l'âge de 77 ans, et est inhumé au cimetière de Brescia.

## Sur la connaissance historique de Giuseppe Zanardelli
De Antonio Fappani dans « Giuseppe Zanardelli e Geremia Bonomelli, corrispondenza inedita Brescia Società per la storia della diocesi di Brescia 1968 page 77 » :
« Les sociologues ne sont pas moins intéressés que les historiens la publication de correspondances ils considèrent comme une espèce du genre corpus. Celle-ci malgré les lacunes de la conservation un côté comme de autre et bien elle ne puisse être dite une importance majeure est cependant avec ses 62 lettres de 1885 1902 un très vif intérêt. Bonomelli évêque de Crémone lié tous les milieux libéraux et de tendance conciliatrice est une des grandes personnalités religieuses de son temps au-delà même de son pays (Arch 11 no 141.) Zanardelli (1826-1903) député président de la Chambre et du Conseil des Ministres est un laïc franc-maçon et anti-clérical malgré sa formation catholique cible des intransigeants qui le dénoncent comme un enragé négateur de Dieu et un mangeur de curés. Sur la question nationale unité italienne et le pouvoir temporel du pape les deux hommes ne seraient pas loin de entendre. Ce qui les sépare touche au plus profond eux- mêmes et pourtant ne les empêche pas de communiquer mais sans aller se rejoindre. En même temps on découvre que Zanardelli est loin être aussi radical que le veut la caricature de ses adversaires. Sans la division de Italie en noirs et en blancs peut-être eût-il évolué autrement. Dans le climat du temps le libéral détaché de la religion il était devenu se sent une autre famille que le catholique libéral avec lequel il correspond bien aux yeux un catholique intransigeant ils soient bons un et autre mettre dans le même sac ou pendre avec la même corde.»